# Place des Clercs
La place des Clercs à Valence est une place publique qui se trouve dans le quartier du Vieux Valence, le centre historique de la ville. C'est une grande place piétonne qui relie la place de l’Université et la place des Ormeaux. Le chevet de la cathédrale Saint-Apollinaire, le plus ancien monument de la ville jouxte la place. Elle se situe à proximité du quartier du centre-ville de Valence.
Des restaurants, bars et commerces s'y trouvent, les maisons sont provinciales, avec deux ou trois étages, de couleurs pastel et avec les toits en tuiles. Tous les samedis, un marché alimentaire s'y tient.

## Histoire
C'est à partir du Ve siècle, lorsque le quartier épiscopal fut créé, que la place des Clercs commença à prendre de l'importance. Des commerces s'installèrent, des marchés eurent lieu et l'on y rendait justice. On y trouvait à l'époque médiévale deux églises : la cathédrale à partir du XIe siècle et Notre-Dame de la Ronde qui était plus ancienne (il reste une colonne située actuellement dans les toilettes publiques). Les guerres de religion détériorèrent considérablement ces bâtiments.
La place était autrefois le site d’exécutions publiques de la ville, dont la plus célèbre fut celle du contrebandier Louis Mandrin.

### Exécution de Mandrin

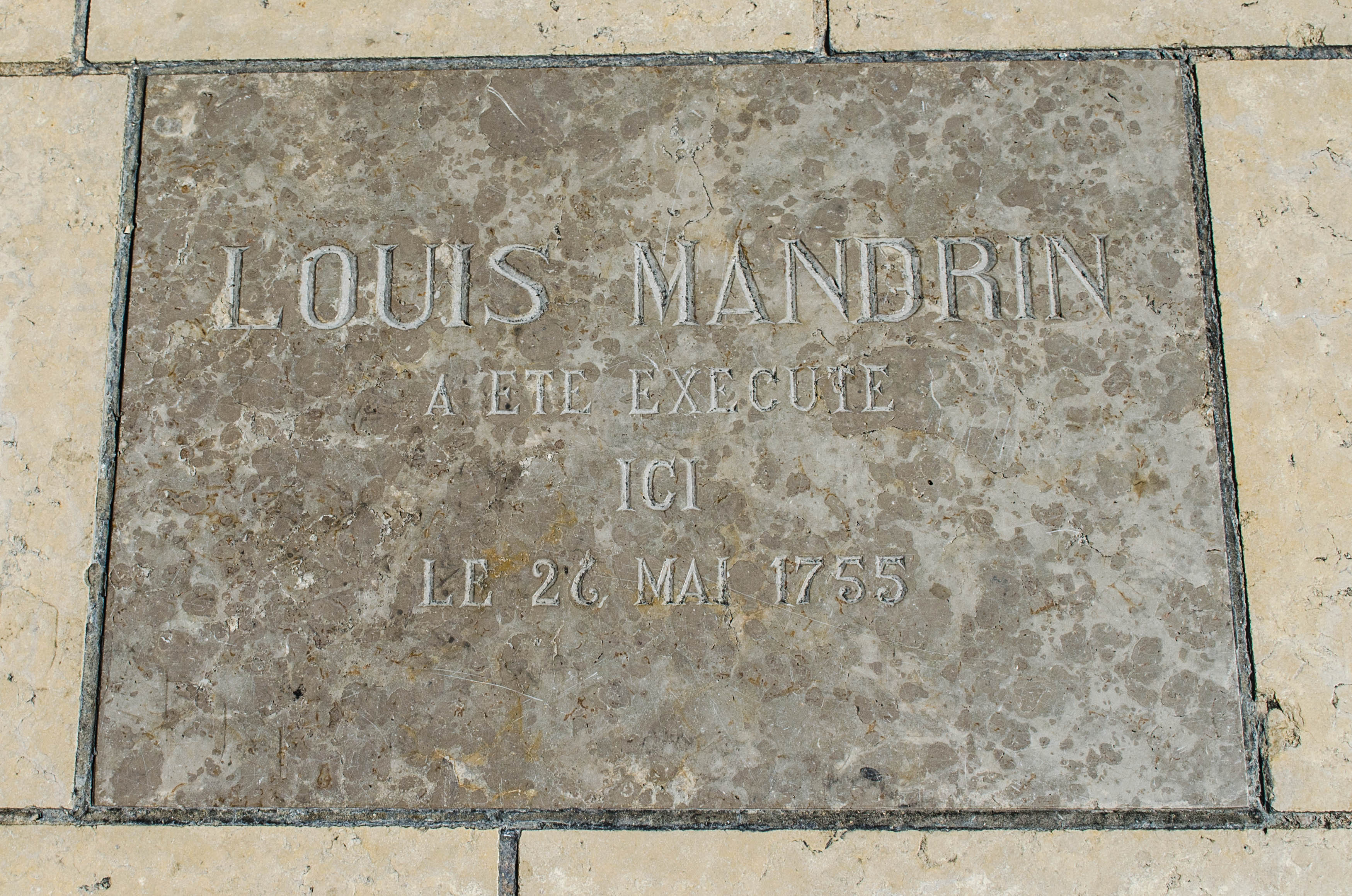
Plaque commémorant l’éxécution de Louis Mandrin, place des Clercs.

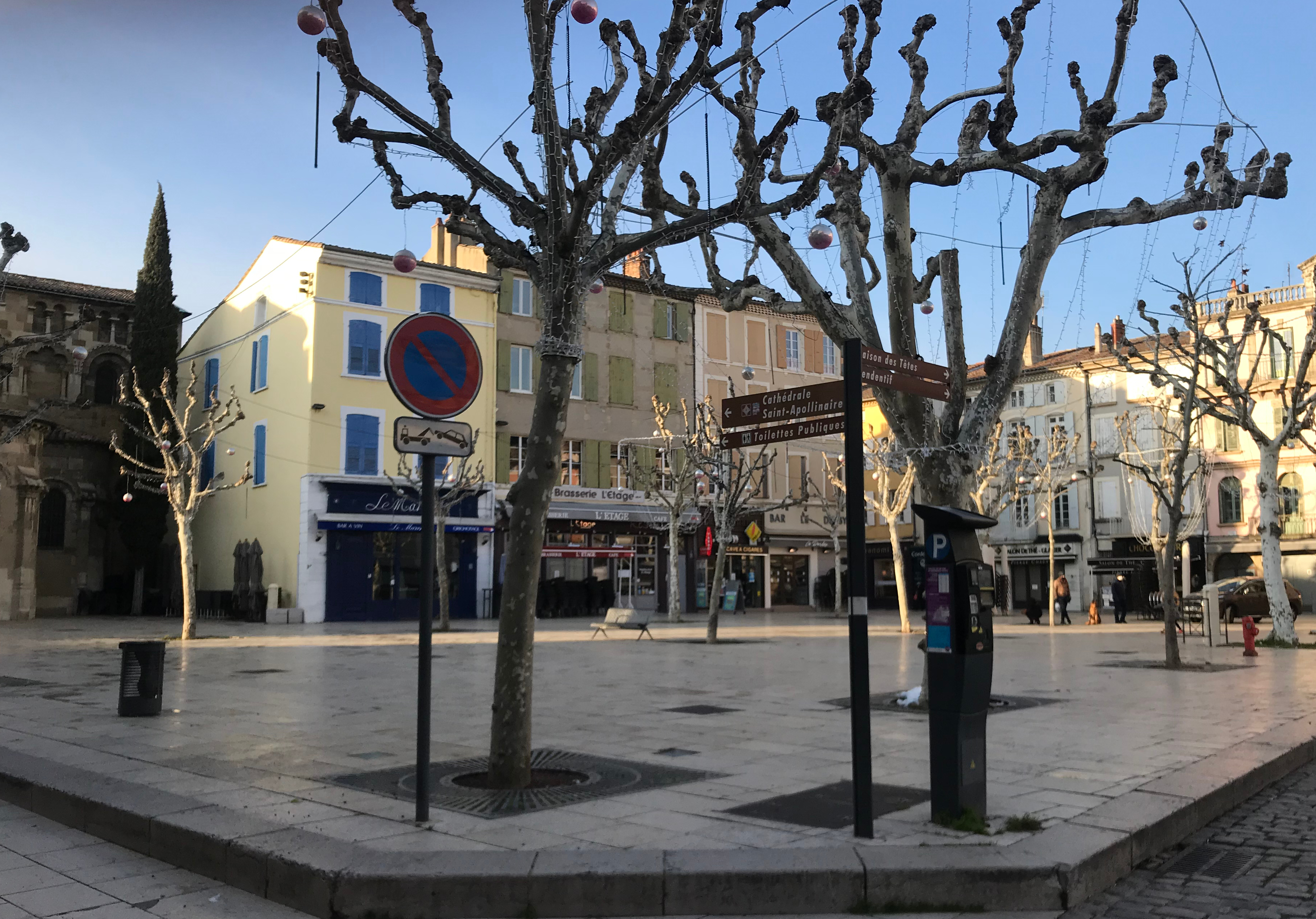
Autre vue de la place.

Au XVIIIe siècle, c'est le lieu où Louis Mandrin a été exécuté : cette exécution est célèbre dans l'histoire de France.
Pourchassé par les fermiers généraux, collecteurs d'impôts de l'Ancien Régime, Louis Mandrin est capturé dans la nuit du 10 au 11 mai 1755 au château de Rochefort en Novalaise (Savoie) et amené à Valence. Les Valentinois découvrent un être plein d'esprit et de répartie, au cours d'entrevues organisées par groupes de cinq personnes dans sa cellule.
L’exécution de Mandrin a sans doute contribué à faire grandir le mythe alors en formation. Le jugement est rendu le samedi 24 mai 1755 dans la soirée. Le lendemain étant un dimanche, il faudra attendre le lundi 26 mai 1755 pour que le greffier lui lise son arrêt de mort. L’exécution a lieu dans la foulée. Lorsque Mandrin sort de prison, six mille curieux se pressent sur la place des Clercs et les toits environnants. Des patrouilles ont été placées dans les rues de Valence et les portes de la ville sont fermées.
Mandrin est en chemise, la corde au col, il porte un écriteau sur lequel est écrit en gros caractères « Chef des contrebandiers, criminels de lèse-majesté, assassins, voleurs et perturbateurs du repos public », et tenant en ses mains une torche de cire ardente, du poids de deux livres. Tout en gardant cet air fier et aussi martial qu'il avait lorsqu'il se battait, il s'agenouille devant la cathédrale de Valence et dit alors : « Je demande pardon à Dieu, au roi et à la justice, de tous mes crimes et attentats ».
Louis Mandrin est ensuite conduit à la place des Clercs où est dressé l’échafaud. Son corps est exposé après sa mort, durant trois jours, et de nombreuses personnes accourent pour lui rendre un dernier hommage, tant sa popularité s'était accrue.
La mort de Mandrin sur la roue de Valence marque la fin de ses agissements mais aussi le début d'une légende tant l'homme marqua les esprits de ses contemporains.

## Commerces
La place des Clercs comprend des restaurants et des bars ainsi que plusieurs commerces dont une pharmacie, un bureau de tabac, un chocolatier/confiseur, une poissonnerie, une épicerie, un magasin de meubles, une librairie, un pressing et un caviste.

## À proximité
- Cathédrale Saint-Apollinaire
- Le Pendentif
- Place des Ormeaux
- Maison des Têtes